# Новое Аннино

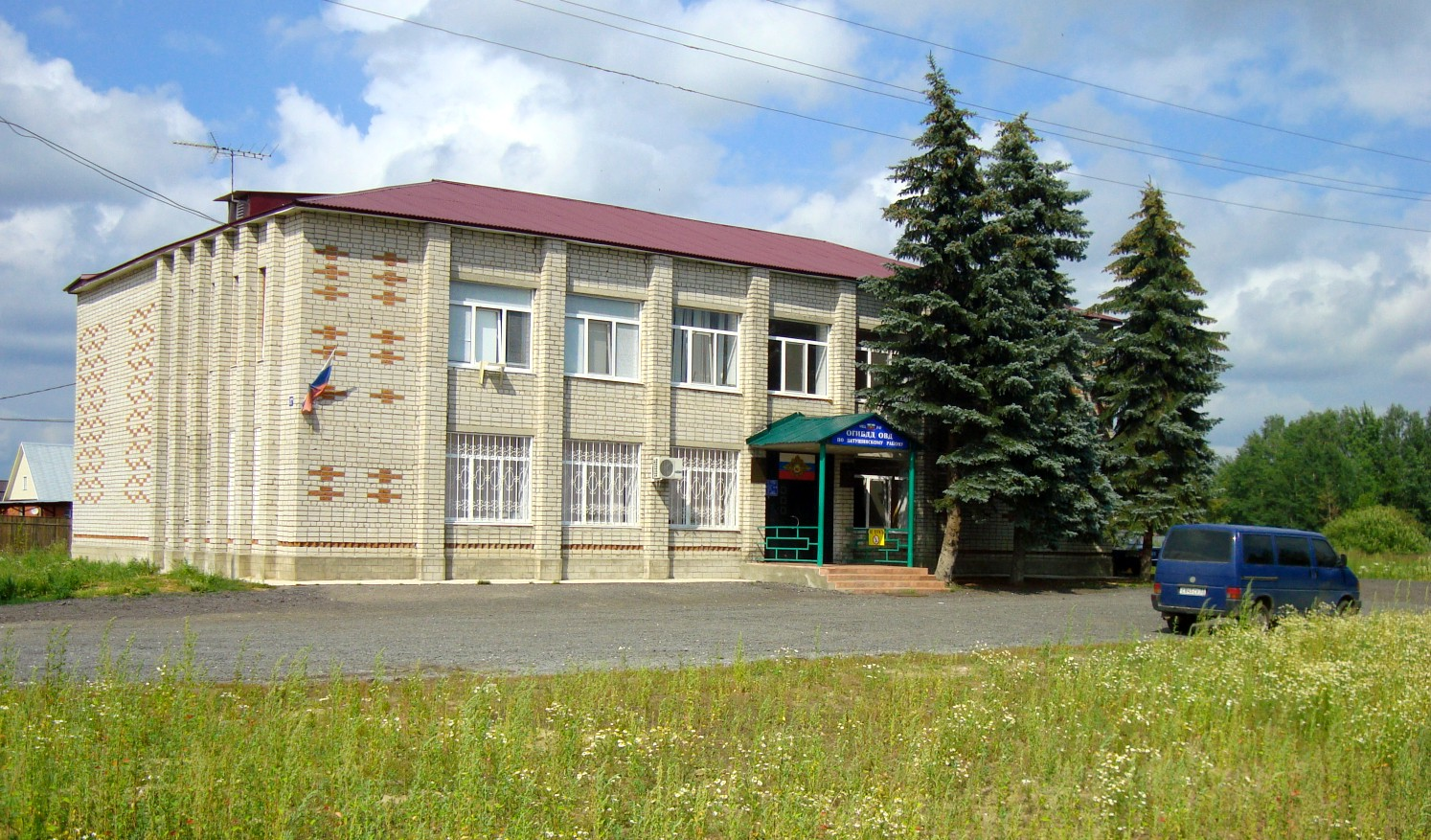
ГИБДД Петушинского района

Но́вое А́ннино — деревня в Петушинском районе Владимирской области России. Входит в состав Петушинского сельского поселения.

## География
Расположена на западе области на 116-м км шоссе М7 «Волга» М7 Москва — Уфа. К северу от Нового Аннина лежит Аннино Старое, к югу — село Леоново. Центр района, г. Петушки, находится примерно в 3-х км к востоку от деревни по тому же шоссе.

## История
В конце XIX — начале XX века деревня входила в состав Аннинской волости Покровского уезда Владимирской губернии, с 1921 года — в составе Орехово-Зуевского уезда Московской губернии. В 1859 году в деревне числилось 8 дворов, в 1905 году — 7 дворов, в 1926 году — 13 дворов.
С 1929 года деревня входила в состав Аннинского сельсовета Петушинского района Московской области, с 1944 года — в составе Владимирской области, с 1954 года — в составе Петушинского сельсовета, с 1984 года — центр Аннинского сельсовета, с 2005 года — в составе Петушинского сельского поселения.

## Население
| 1859 | 1905 | 1926 | 2002 | 2010 | 2021 |
| ---- | ---- | ---- | ---- | ---- | ---- |
| 51   | ↘25  | ↗42  | ↗726 | ↘601 | ↘452 |

## Инфраструктура
В деревне находятся Аннинская средняя общеобразовательная школа (основана в 1909 году), детский сад № 10 «Колосок», фельдшерско-акушерский пункт, сельский дом культуры, отделение федеральной почтовой связи. В Новом Аннине располагается также отдел государственной инспекции безопасности дорожного движения по Петушинскому району.